# ИПП-10
ИПП-10 — индивидуальный противохимический пакет, применяется для оказания первой помощи пострадавшим в результате воздействия токсических веществ или газов (например, ВИ-газ, Зарин).
ИПП-10 Предназначен для оказания первой помощи тяжело больному/зараженному отравляющими веществами.

## Описание
ИПП-10 — представляет собой металлический сосуд цилиндрической формы с крышкой-насадкой с упорами, которая крепится на ремешке. Внутри крышки имеется пробойник.
Комплектация:
- 4 Марле-ватных тампона
- Флакон с полидегазирующей алкоголятной рецептурой: гидроксид натрия, этилцеллозольв, диметиламин, диметилформамид.